# Acanthophyllum laxiusculum
Acanthophyllum laxiusculum är en nejlikväxtart som beskrevs av H. Schiman-czeika. Acanthophyllum laxiusculum ingår i släktet Acanthophyllum och familjen nejlikväxter. Inga underarter finns listade i Catalogue of Life.